# Caradrina atrostriga
Caradrina atrostriga là một loài bướm đêm trong họ Noctuidae.